# Ceratophysella sinetertiaseta
Ceratophysella sinetertiaseta är en urinsektsart som först beskrevs av Lee 1974.  Ceratophysella sinetertiaseta ingår i släktet Ceratophysella och familjen Hypogastruridae. Inga underarter finns listade i Catalogue of Life.